# Liste von Verkehrsmitteln
Die Liste von Verkehrsmitteln gibt eine Auswahl verschiedener Verkehrsmittel.

## Verkehr auf dem Land

### Frei bewegliche Verkehrsmittel

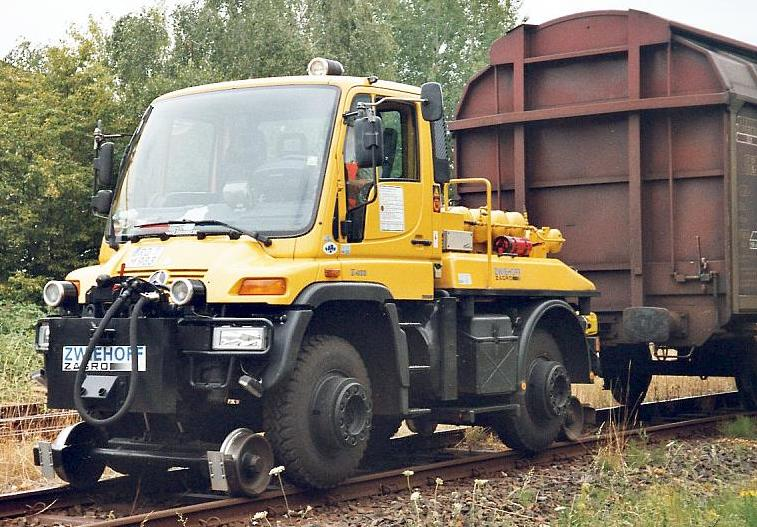
Zweiwegefahrzeug

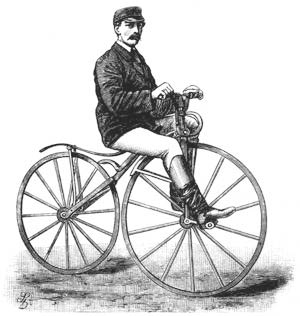
Velociped

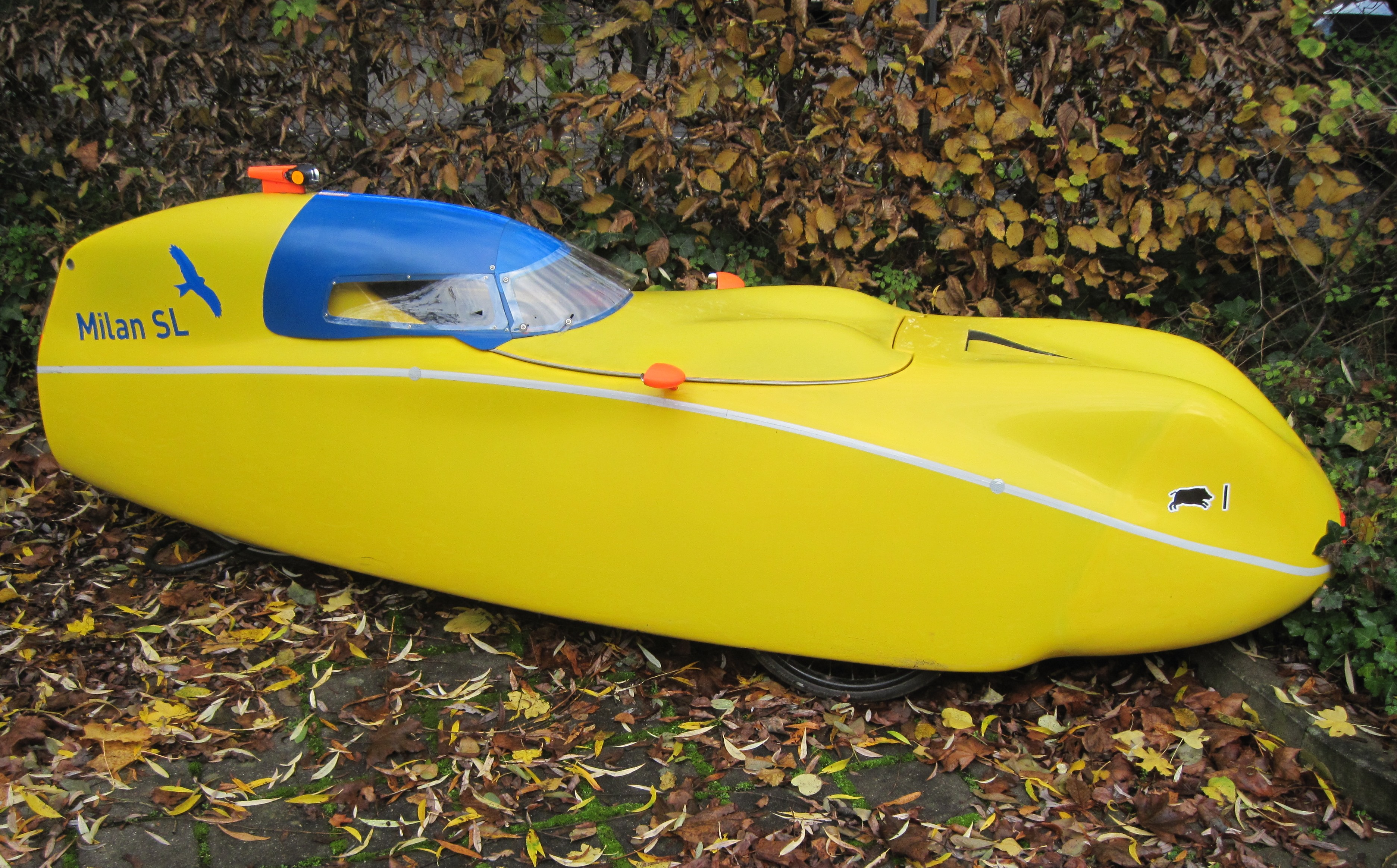
Velomobil Milan-SL

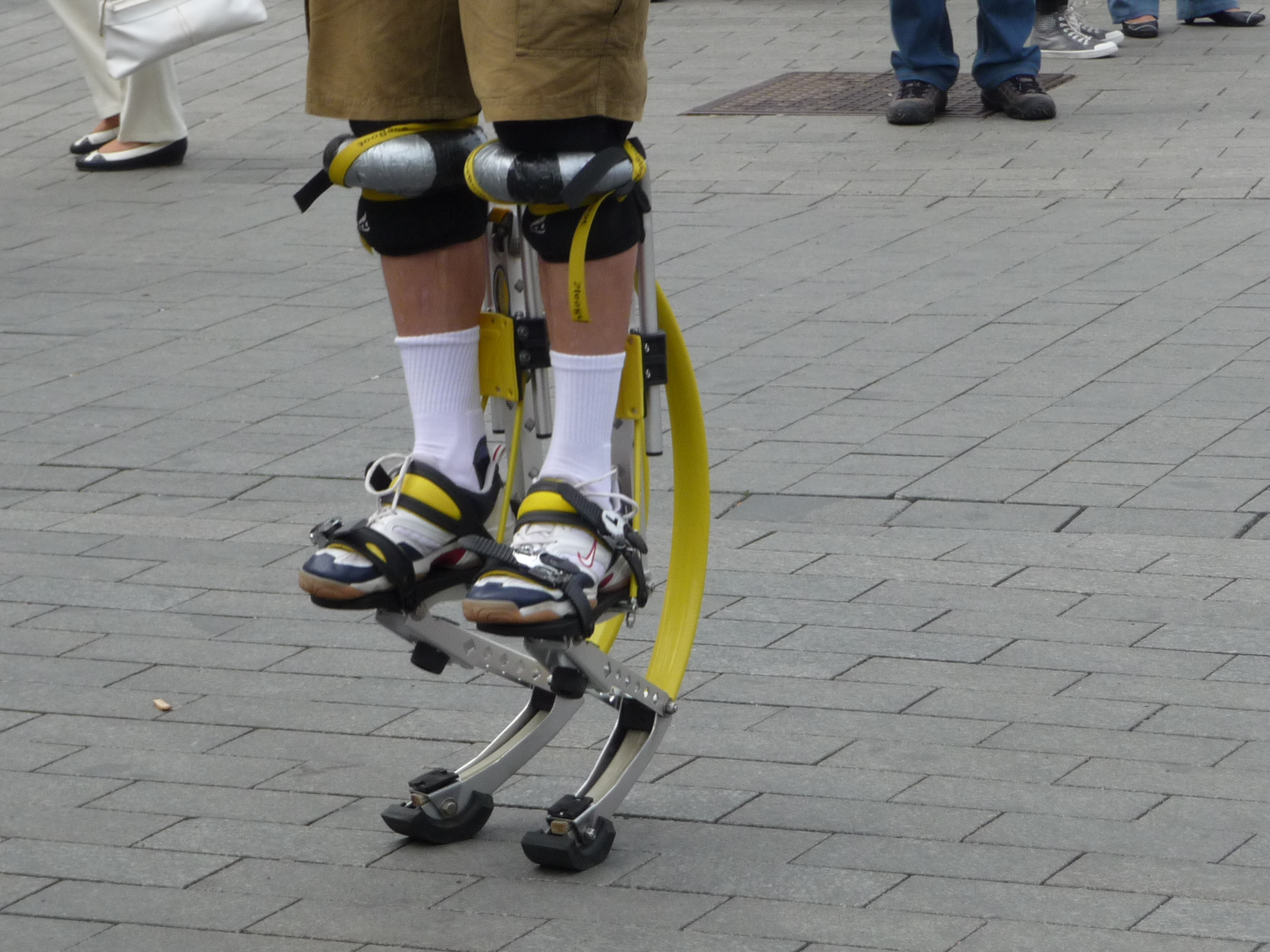
An den Beinen angeschnallte Sprungfedern

#### Muskelkraftbetriebene Fortbewegungsmittel
- Von Menschen angetrieben
  - Rikscha (per Hand gezogen)
  - Sänfte (evtl. auch von Lasttieren getragen)
  - Draisine (Laufmaschine)
  - Fahrrad
    - Fahrradrikscha
    - ConferenceBike
    - Faltrad (Klapprad)
    - Liegerad
    - Reiserad
    - Tandem (Fahrrad)
    - Velomobil
    - Mountainbike
    - Fatbike
    - Hochrad (historisch)
    - Lastenfahrrad (herkömmlich ohne Motorunterstützung)

  - Rollstuhl, (sofern ohne Motor betrieben)
  - Schlittschuhe
  - Inlineskates / Rollschuhe / Rollski

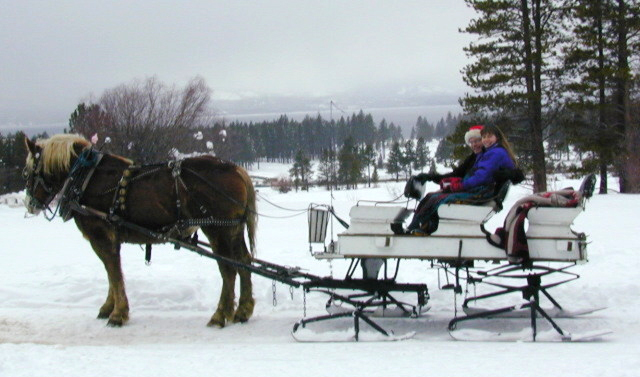
Pferdeschlitten

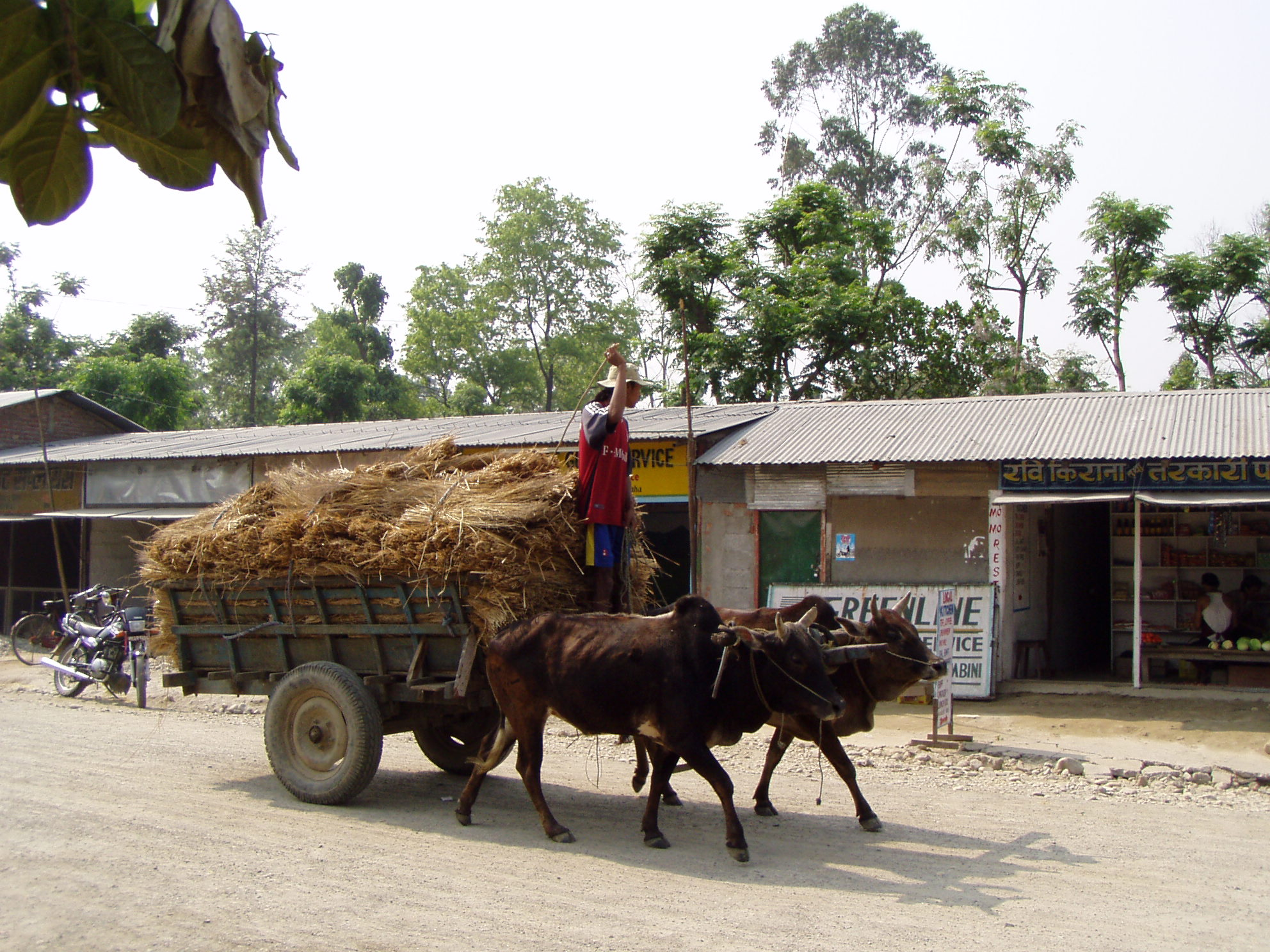
Ochsenkarren mit Joch als Nutzfahrzeug in Nepal

  - Skateboard
  - Kinderwagen
    - Roller Buggy

  - Tretroller
  - Dreirad
  - Poweriser (Sprungfedern)
- Mit Tieren betrieben

- - Betriebsmittel mit Zugtieren
    - Hundeschlitten
    - Rentierschlitten
    - Pferdeschlitten
    - Karre
    - Kutsche
    - Ochsenkarre
    - Pferdeomnibus
    - Pferdebahn
    - Streitwagen (historisch)
    - Troika
    - Wagen u. a.

  - Reittiere und/oder Lasttiere
    - Pferd
    - Esel
    - Kamel
    - Elefant usw.

#### Nutzung der Gravitation
- Gütertransportschlitten
- Seilrutsche
- Rutschstange

#### Nutzung der Windkraft
- Segelboote
- Segelwagen

#### Motorgetriebene Fortbewegungsmittel (D/A:Kraftfahrzeuge, CH/FL: Motorfahrzeuge)

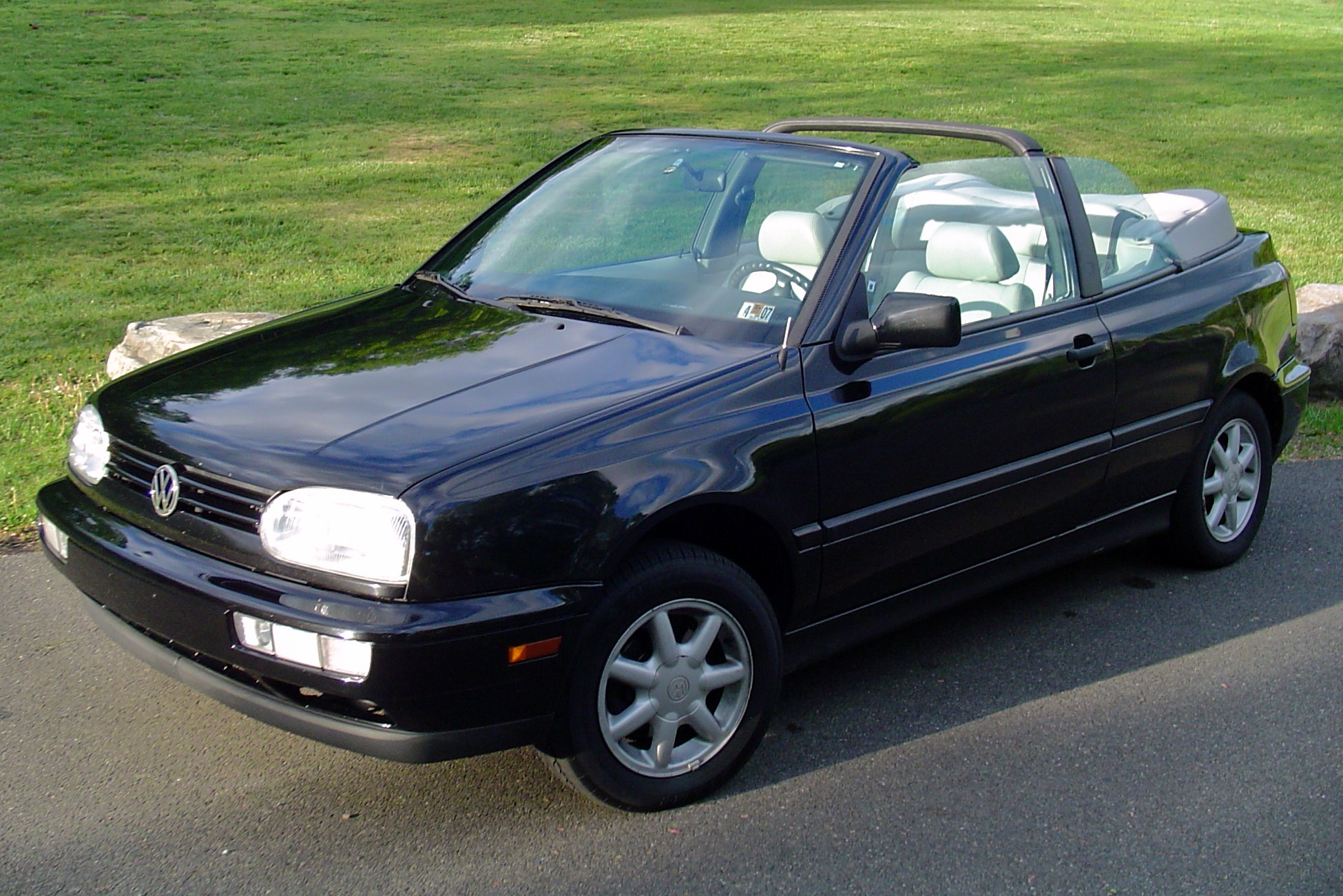
VW Golf Cabriolet von Karmann

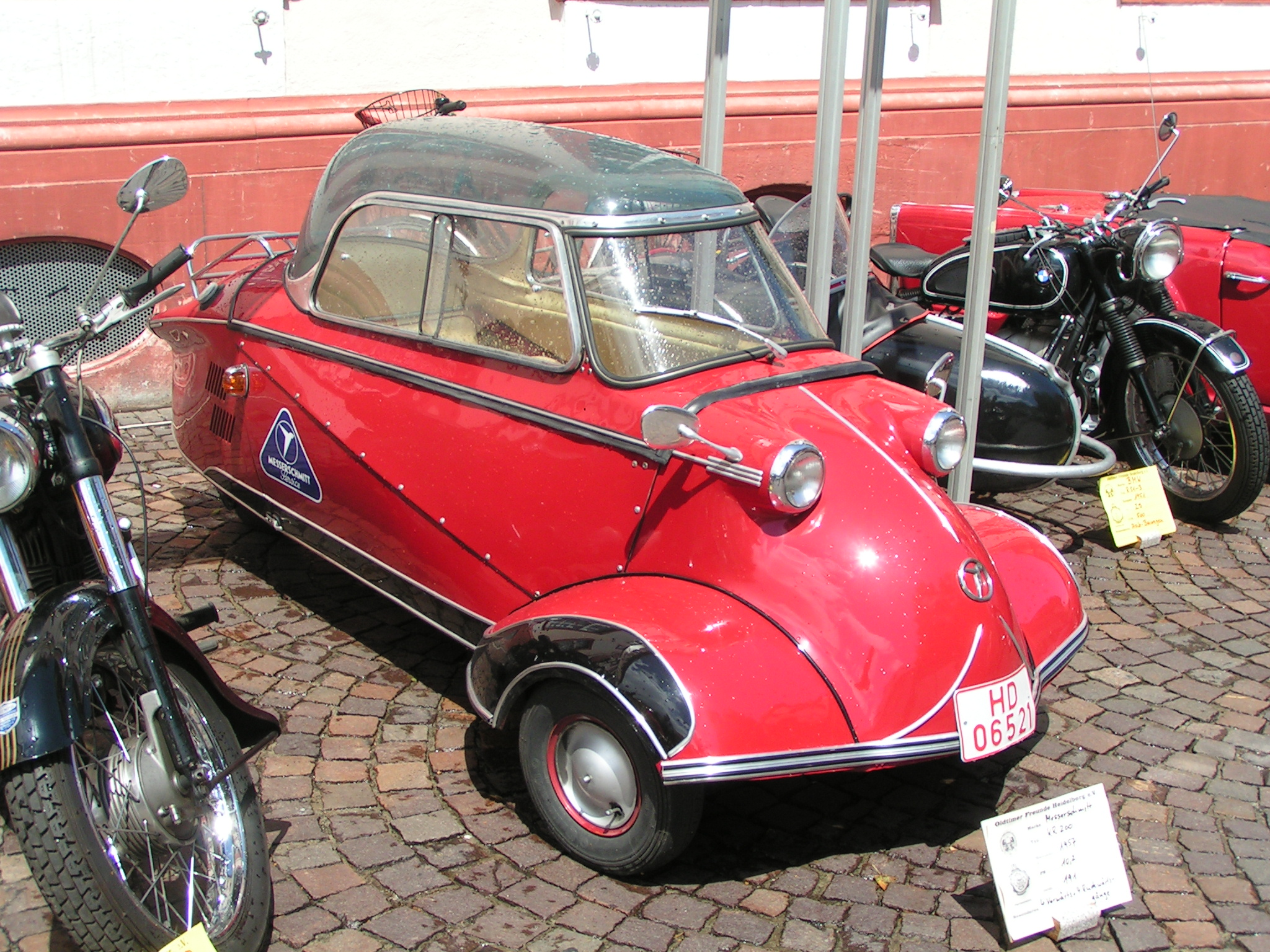
Leichtfahrzeug/Rollermobil MS Kabinenroller

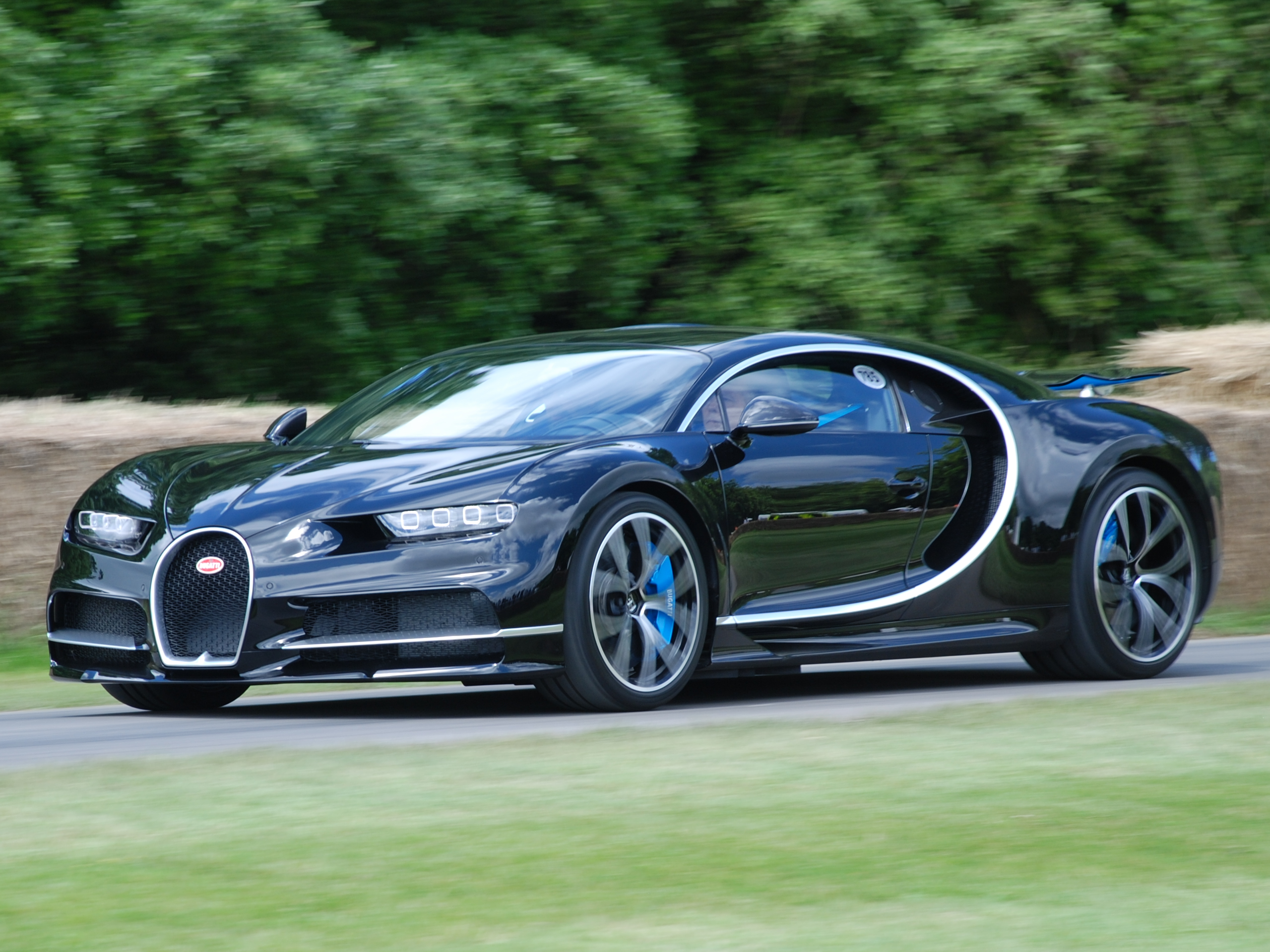
Bugatti Chiron

- Automobil (amtlich D/A: Kraftwagen, CH/FL: Transportmotorwagen)
  - Personenkraftwagen (PKW) bzw. schweiz./liechtenst.: Personenwagen (PW)
    - Autorikscha
    - Cabriolet
      - Cabriolimousine
      - Coupé-Cabriolet

    - Leichtfahrzeug
      - Rollermobil (auch Kabinenroller und/oder dreirädrig)

    - Limousine
      - Sportlimousine

    - Kombi
    - Pick-up
    - Quad
    - Sportwagen (meistens zweisitzig & überdurchschnittlich leistungsfähig)
      - Coupé
      - Roadster
      - Supersportwagen

    - SUV
- Lastwagen (ggfs. als Gespann, amtlich in D/A: Lastkraftwagen, schweiz./liecht.: Schwerer Motorwagen)
  -     - Sattelzug
      - Road Train (mehrere Anhänger)

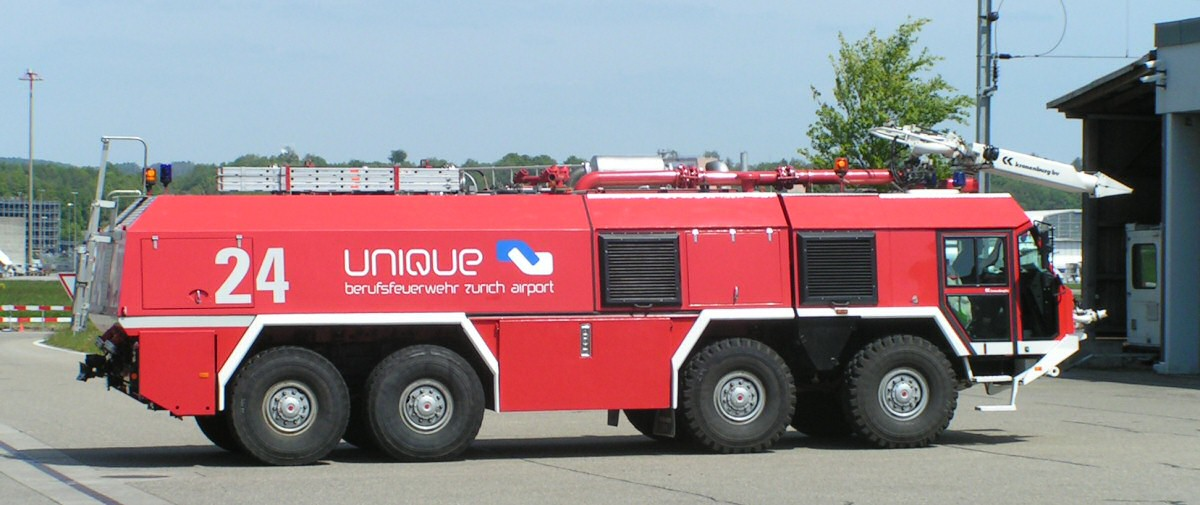
Löschfahrzeug

      - EuroCombi (synonym Giga-Liner; überlanger Lastkraftwagen) Löschfahrzeug Tieflader SLT 50-3 Elefant der Bundeswehr
      - Tieflader

    - Abschleppfahrzeug
    - Löschfahrzeug
    - Kehrmaschine
    - Müllwagen
- Motorgetriebenes Zweirad

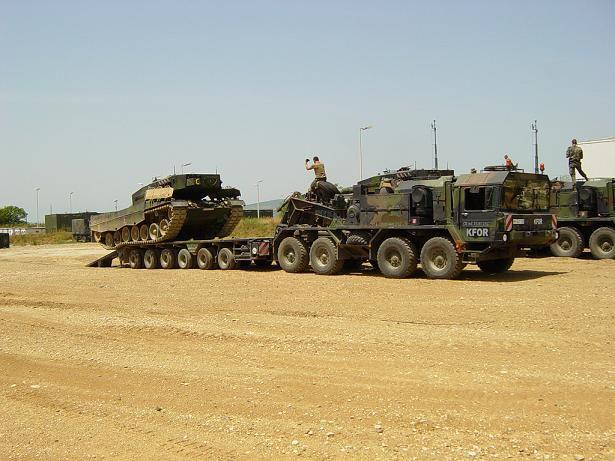
Tieflader SLT 50-3 Elefant der Bundeswehr

  - Motorrad (in Deutschland: Kraftrad, Abk. Krad)Motorrad
    - Elektromotorrad

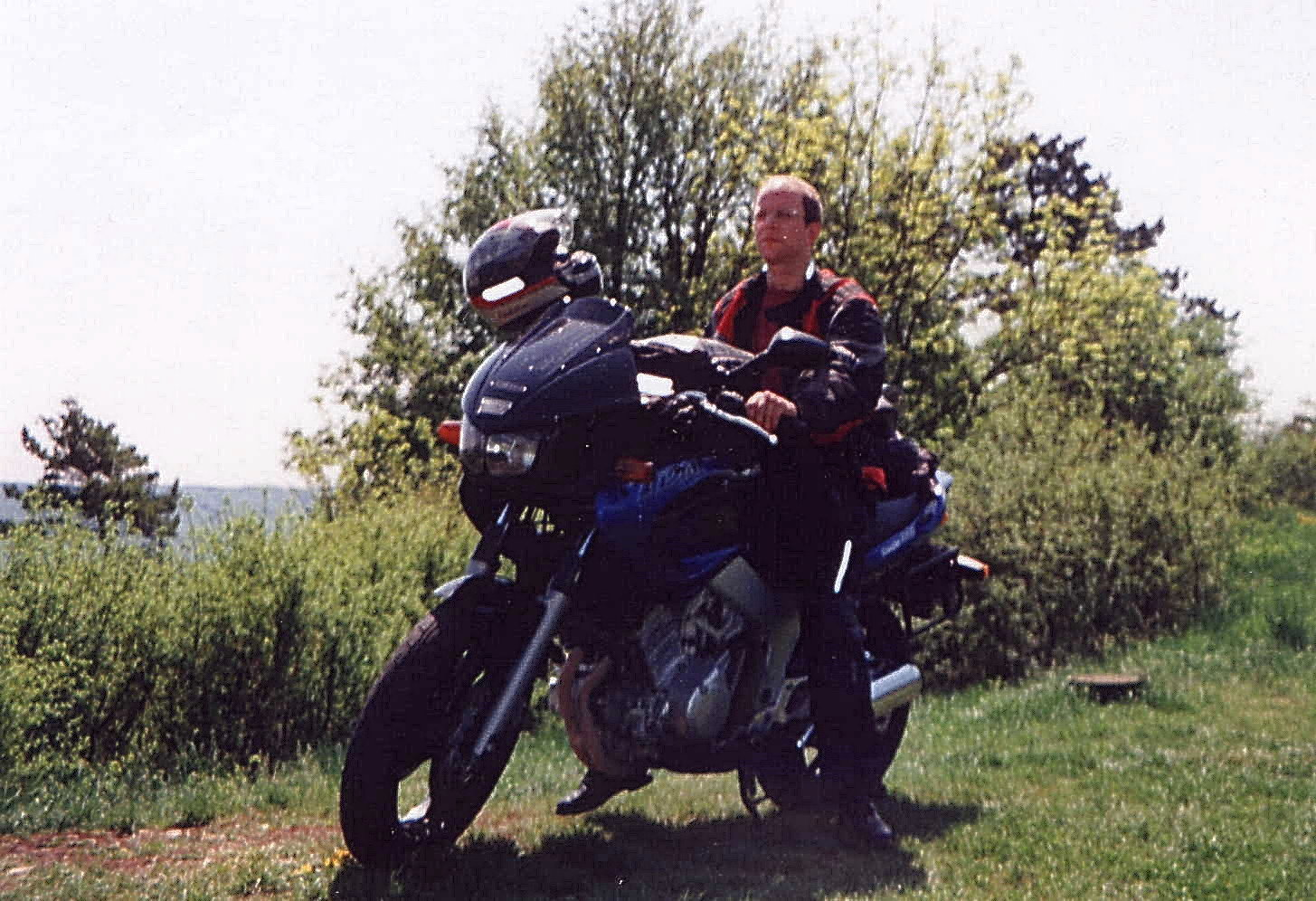
Motorrad

  - Kleinkraftrad (Moped, Abk. in Deutschland KKrad)
  - Leichtkraftrad (Mokick, Moped)
  - Motorroller (Roller, Scooter)
    - Elektromotorroller

  - Motorfahrrad (Abk. Mofa)
- Elektrokleinstfahrzeug (z. B. Elektro-Tretroller)
- Krankenfahrstuhl (Invalidenfahrzeug, „Rollstuhl“ mit Motor), sofern mit Motor (E-Block) betrieben
  - Reha-Scooter (4 Räder)
- Golfmobil („Caddy“)
- Zweiwegefahrzeug (Kombination für Gleis/Schienen und Straße)
- Öffentlicher PersonenverkehrGelenkbus

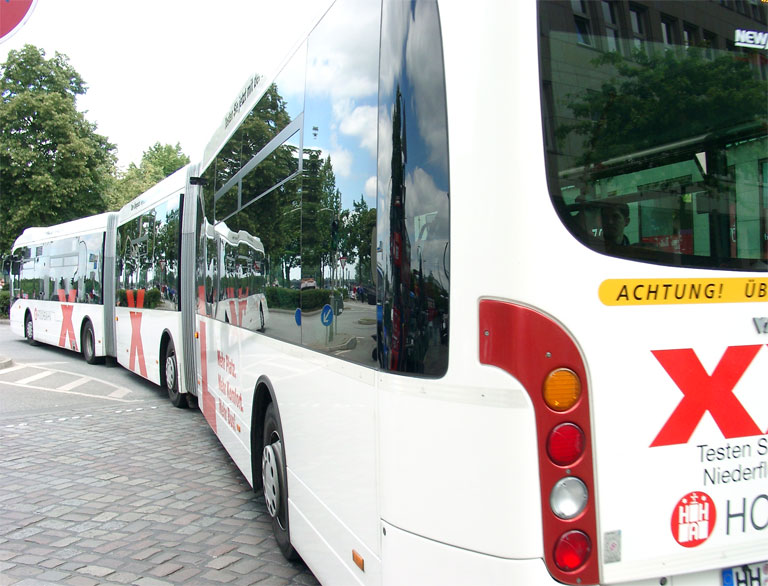
Gelenkbus

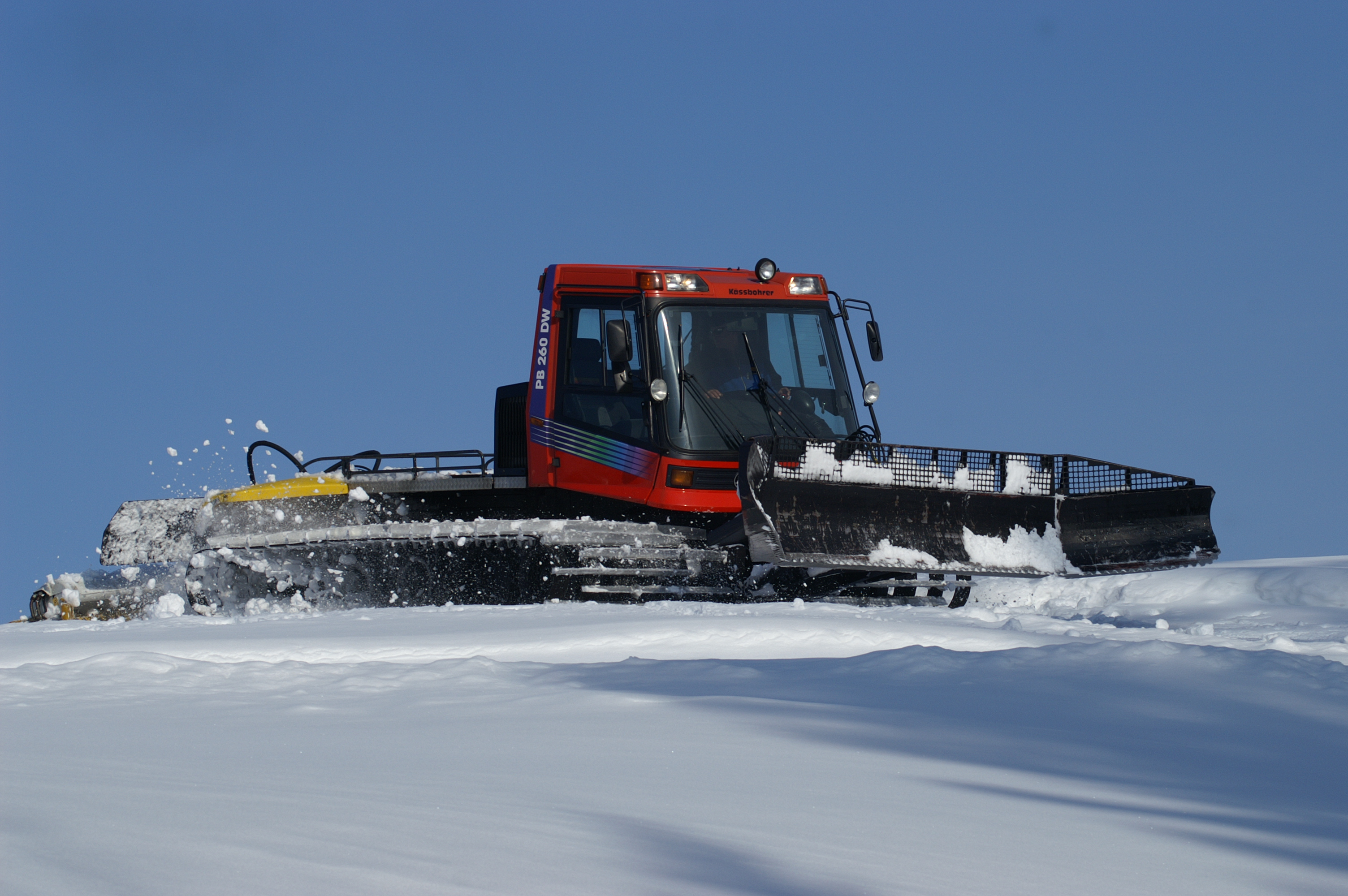
Pistenfahrzeug

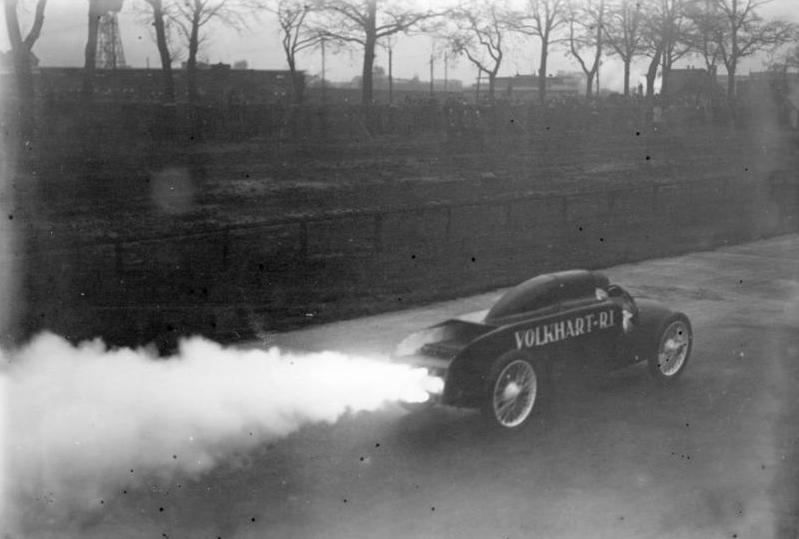
Raketenauto 1928

- - Omnibus (österr. auch: Autobus; schweiz.: Gesellschaftswagen, ugs. Car, Reisecar)
    - Kraftomnibus (Abk. KOM) (Gelenkbus, Doppeldeckerbus, Midibus, Minibus; Kombination aus Sattelzug und Bus: Sattelzugomnibus; Kombination aus KOM und LKW: Kombinationsbus)
    - Busbahn (Spurbus)
    - Taxi (siehe auch Wassertaxi)
    - Autorikscha („Tuk Tuk“)
- Kettenfahrzeuge
  - Panzer
  - Pistenfahrzeug
  - Schneemobil
  - Bagger
  - Planierraupe
- Raketenauto (Hochgeschwindigkeitsfahrzeuge)
- Güterbeförderungsmittel
  - Flurförderzeuge

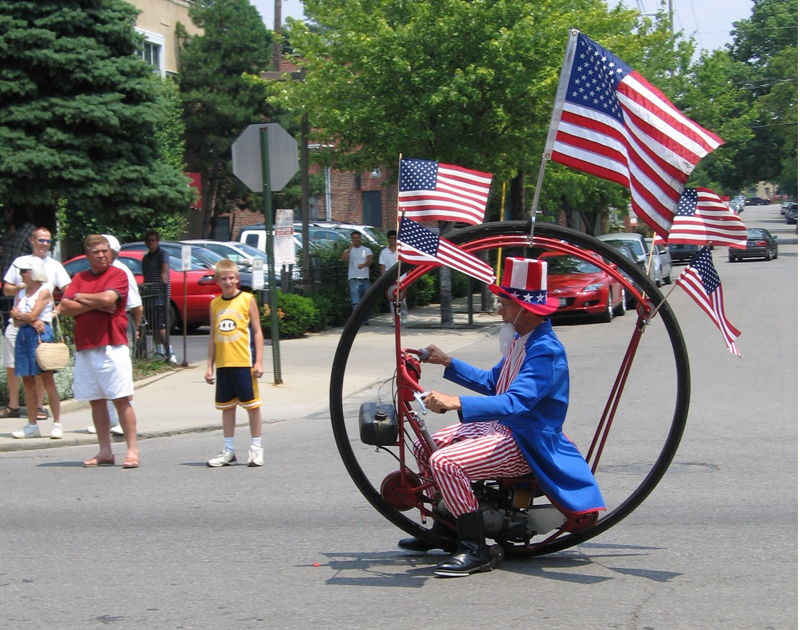
Monowheel

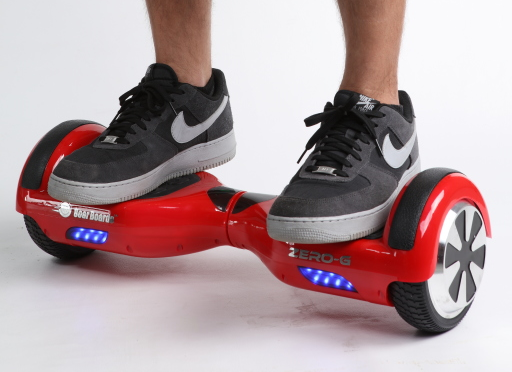
Zweirädriges E-Board „Hobertrax“

- -     - Portalhubwagen (gantry lift; in Seehäfen und sehr großen Containerlagern, auch  Portalhubstapelwagen oder Portalstapelwagen genannt)
    - Reach-Stacker (oder auch Greifstapler genannt)

  - Elektrischer Handgabelhubwagen („E-Ameise“)
  - Gabelstapler (Elektro-/Verbrennungsmotor)
- Spezialfahrzeuge
  - Autokran
  - Flugzeugschlepper (auf Flughäfen auch „Pusher“ genannt)
  - Landwirtschaftlicher Traktor
- Elektrokarren
- Selbstbalancierendes Fahrzeug
  - Monowheel (Rollercycle= motorbetriebenes Einrad)
  - Segway PT (selbstbalancierender einachsiger Roller)
  - E-Board (elektrisch betriebenes, zweispuriges Rollbrett ohne Lenkstange)
- Luftkissen-Schlitten (Airboard), u. a. auf Schnee

#### Kombination Muskelkraft + E-Motor betriebene Fortbewegungsmittel
- Lastenfahrrad (auch Cargobike genannt)
- Pedelec (E-Bike, in Deutschland: Fahrrad mit Hilfsmotor, Abk. FmH)
- E-Trailer („Supertrailer“= motorbetriebener Anhänger, der Fahrräder schiebt)

### Spurgebundene Verkehrsmittel

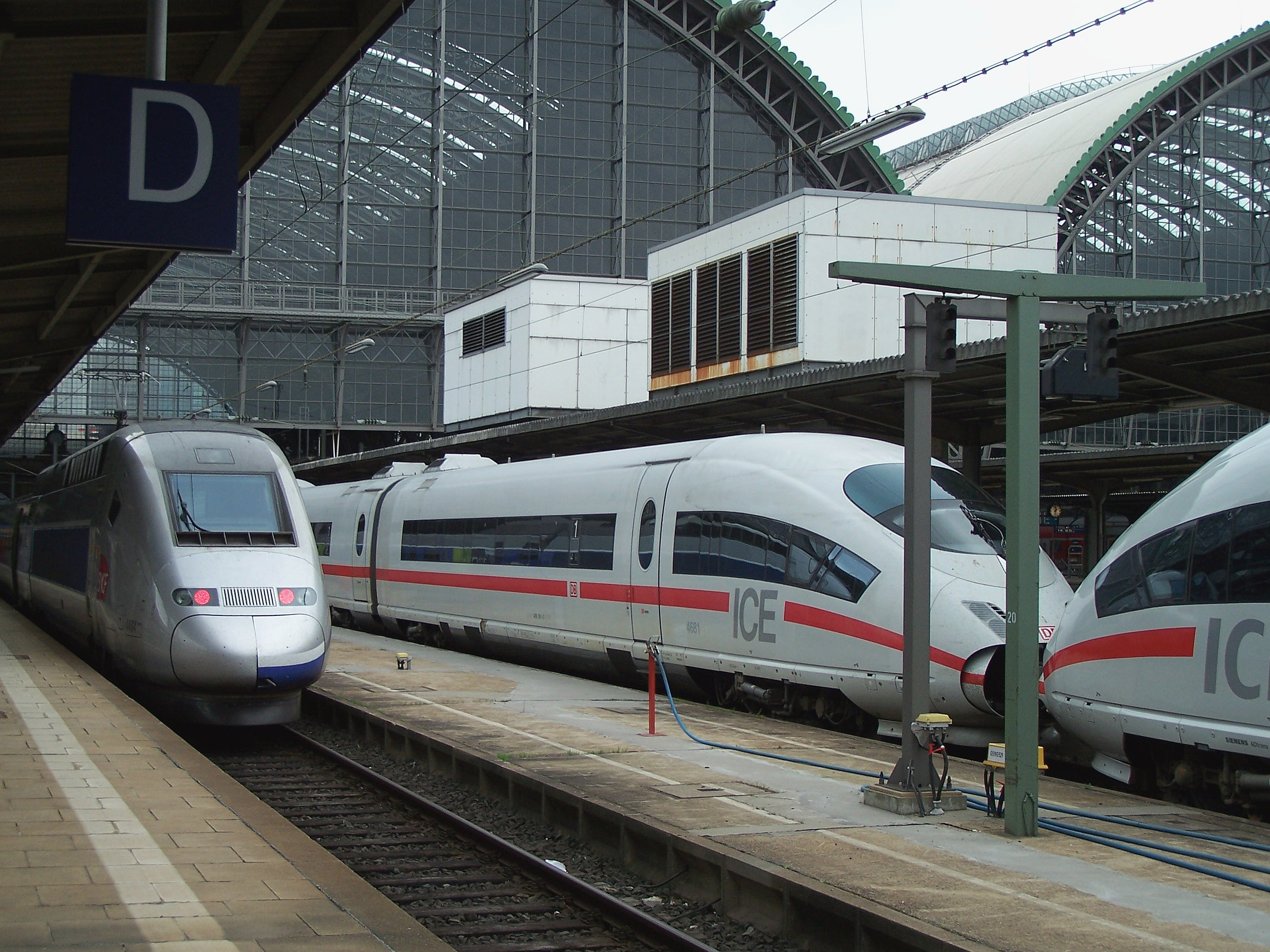
Moderne Eisenbahn-Triebzüge

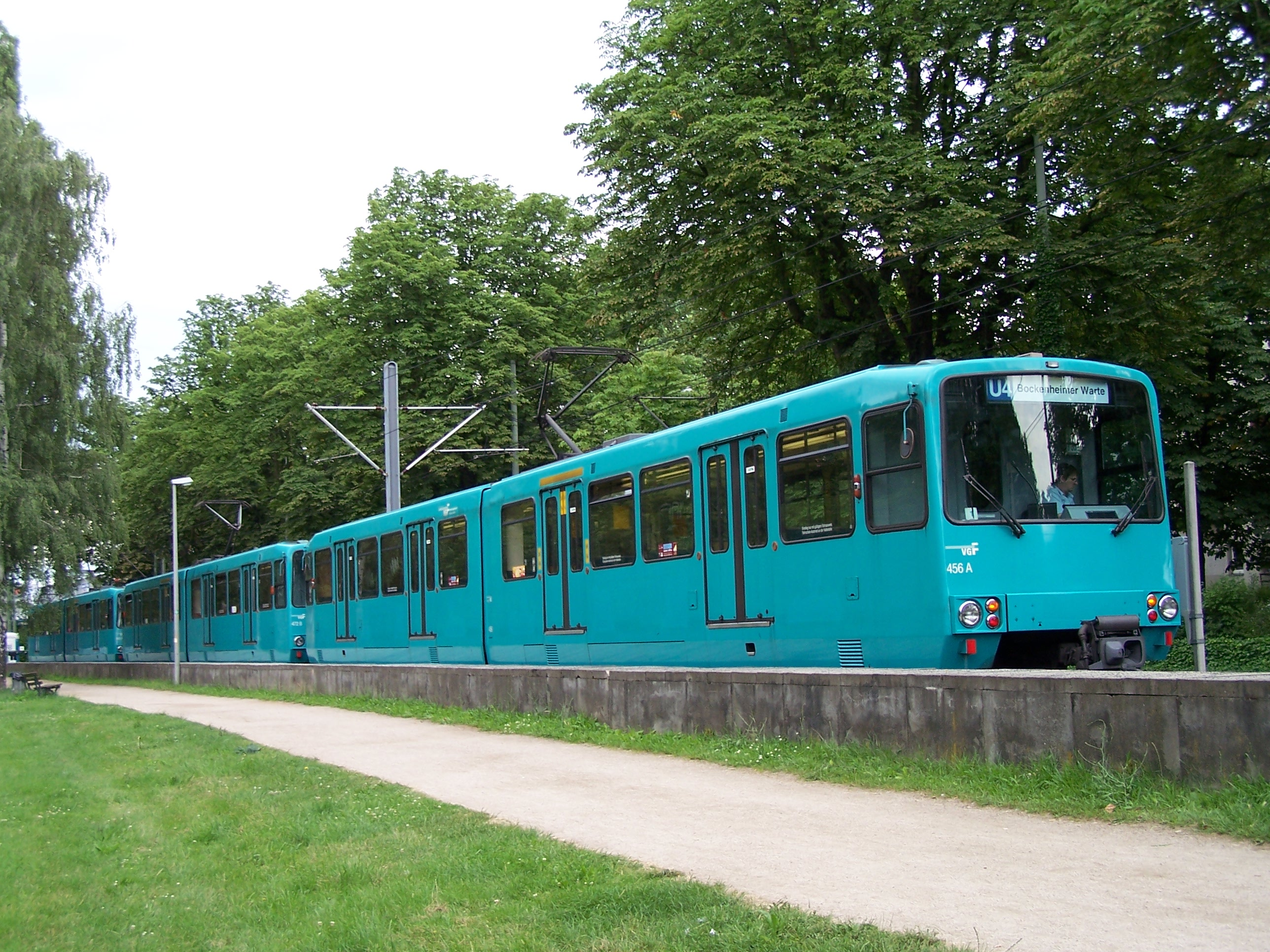
Stadtbahn-Zug

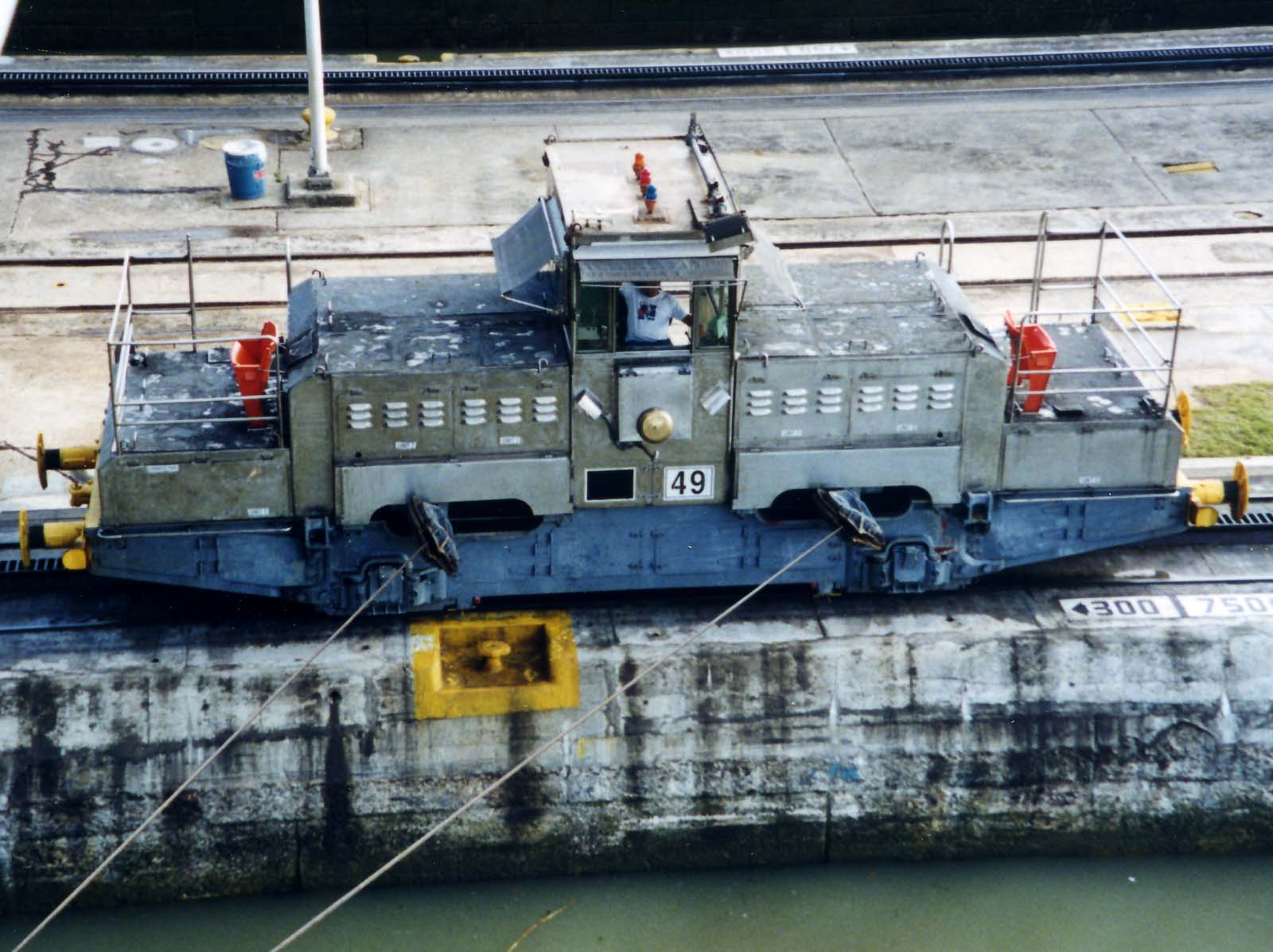
Treidellok

#### Schienenverkehr
- Eisenbahn
  - Hochgeschwindigkeitszug
  - Regionalzug
  - Feldbahn
  - Werksbahn
- U-Bahn
- Stadtbahn
- Mehrsystem-Stadtbahn
- Straßenbahn, auch handbetriebene Straßenbahn
- Personal Rapid Transit
- Bergbahn
  - Zahnradbahn
  - Standseilbahn
- Einschienenbahn
  - H-Bahn
  - Hängebahn
- Zweiwegefahrzeug (Kombination für Gleis/Schienen und Straße)
- Busbahn
- Treidellokomotive
- Pferdebahn
- Grubenbahn
- Schienenbus
- Schienenautomobil
- Schienenfahrrad
- Eisenbahn-Draisine
- Oberleitungsbus (Elektrifiziert & auch „O-Bus“ genannt)

#### Schwebetechniken
- Luftkissenschwebebahn, zum Beispiel Aérotrain
- Magnetschwebebahn, zum Beispiel Transrapid

### Seil-/Rollensysteme
- Aufzüge

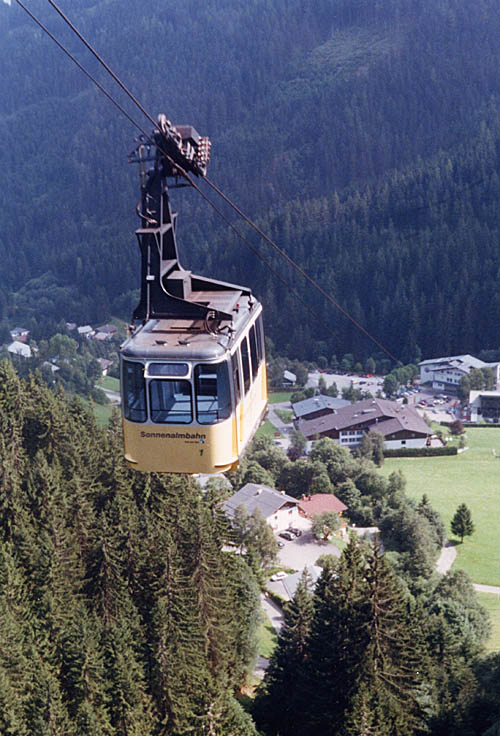
Seilbahn

  - Personenaufzug (umgangssprachlich auch Lift), auch im Bergbau
    - Treppenschrägaufzug
    - Paternosteraufzug

  - Lastenaufzug
  - Kletteraufzug
- Kran
- Fahrtreppe (ugs. „Rolltreppe“)
- Fahrsteig (schräg und horizontal)
- SeilbahnStandseilbahn
  - Luftseilbahn
  - Standseilbahn
  - Sesselbahn
  - Handseilbahn
  - Seilrutsche
- Liftanlagen
  - Schlepplift

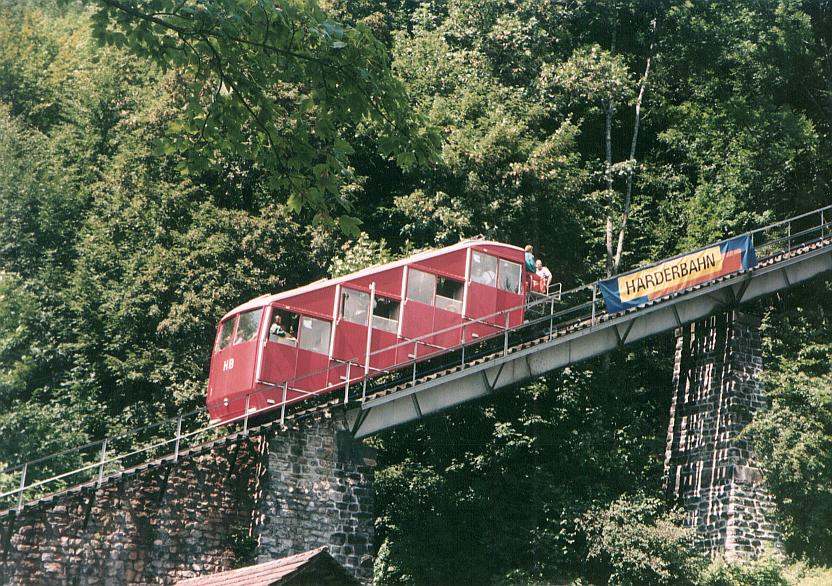
Standseilbahn

- Zugseil (für Skifahrer zum Festhalten zwecks Transport)
- Treidelschiff (von Pferden gezogenes Binnenschiff zum Gütertransport; historisch)
- Förderband
- Dahlbuschbombe (Stahlkapsel zur Rettung verschütteter Bergleute im Bergbau)

## Verkehr in der Luft

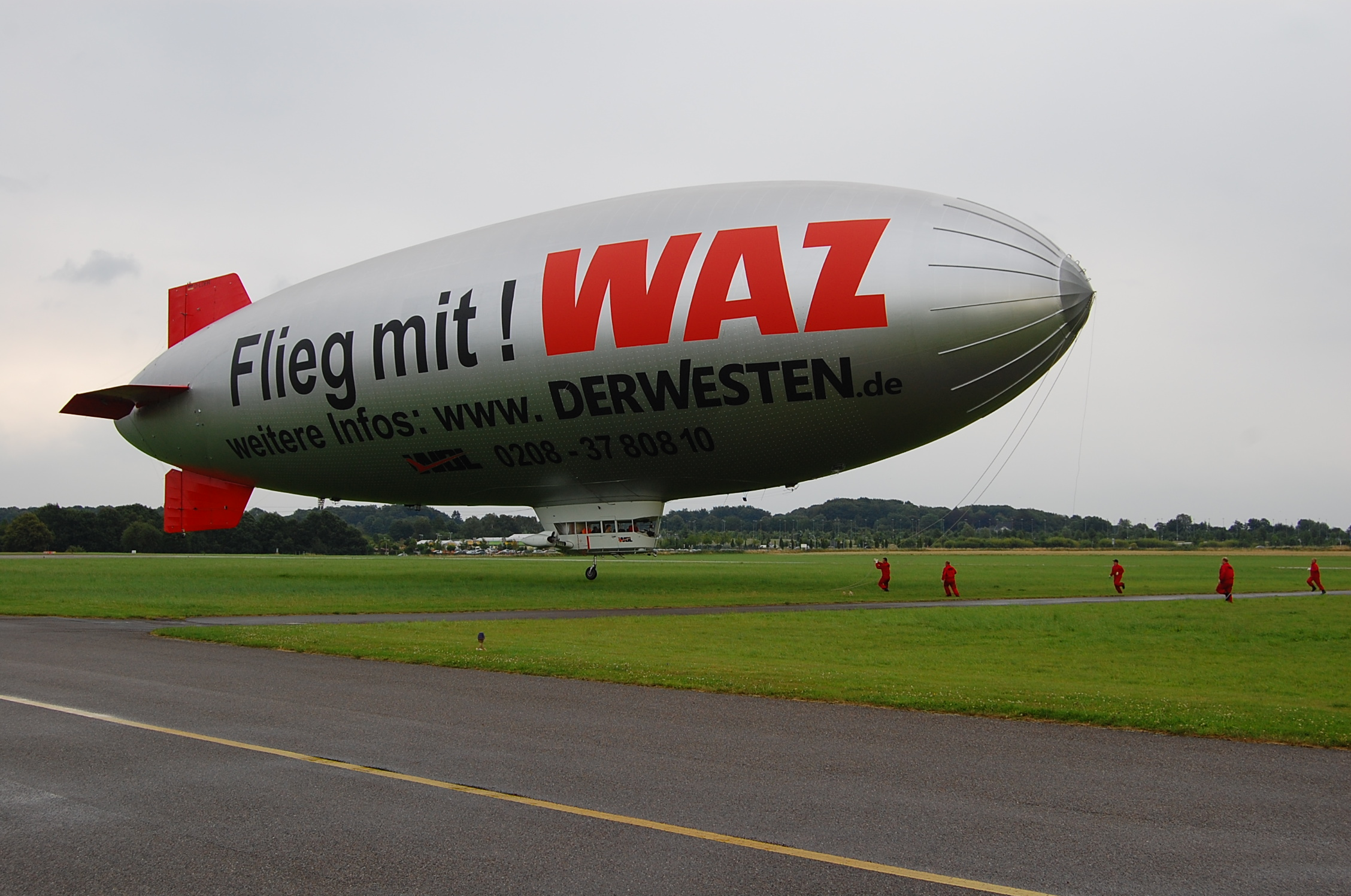
Prallluftschiff der WDL

- Luftsportgerät
- Luftfahrzeug

### Luftfahrzeuge, die leichter als Luft sind
- Luftschiff
  - Halbstarres Luftschiff
  - Prallluftschiff
  - Starrluftschiff (umgangssprachlich auch Zeppeline genannt)
- Ballon

### Luftfahrzeuge, die schwerer als Luft sind

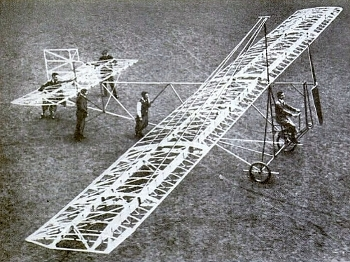
Das Zaschka Muskelkraft-Flugzeug, Berlin 1934

#### Nichtmotorisierte Luftfahrzeuge

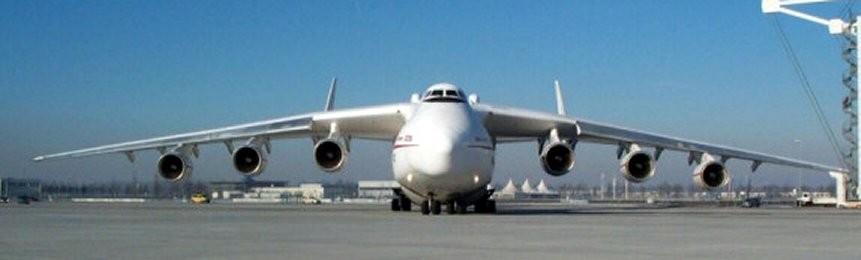
Antonov 225

- Segelflugzeug
- Muskelkraft-Flugzeug
- Fallschirm
- Hängegleiter (Drachen)
- Gleitschirm

#### Motorisierte Luftfahrzeuge
- Bodeneffektfahrzeug
- Motorflugzeug
  - Strahlflugzeug
  - Motorsegler
  - Ultraleichtflugzeug

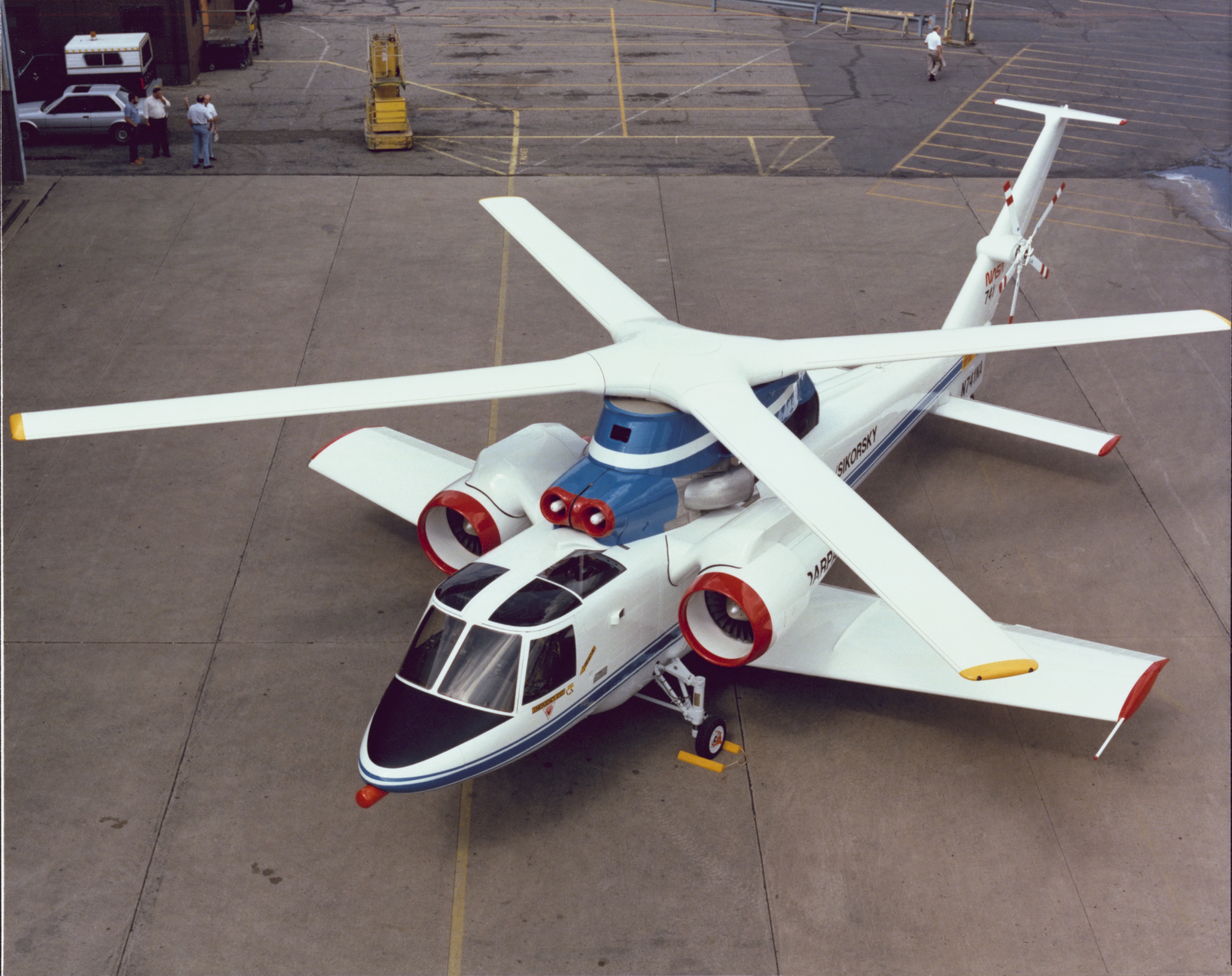
Sikorsky X-wing

  - Flugzeugschlepp (auch F-Schlepp für Segelflieger)
- Hubschrauber
- Tragschrauber
- Ornithopter
- Unbemanntes Luftfahrzeug (auch als Drohne bezeichnet)

## Verkehr auf dem Wasser

### Verkehr an der Oberfläche
- Schiff, z. B. Kriegsschiff, Handelsschiff, Megayacht
- Boot (kleines Schiff), z. B. Sportboot
- Ponton (meist stationärer Einsatz)

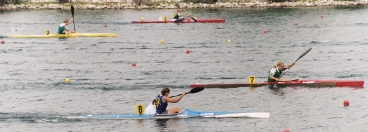
Kajak

- Aqua-Scooter oder Wasserschlitten

#### Nichtmotorisierte Wasserfahrzeuge
- Einbaum
- Binsenboot
- Baidarka
- Faltboot

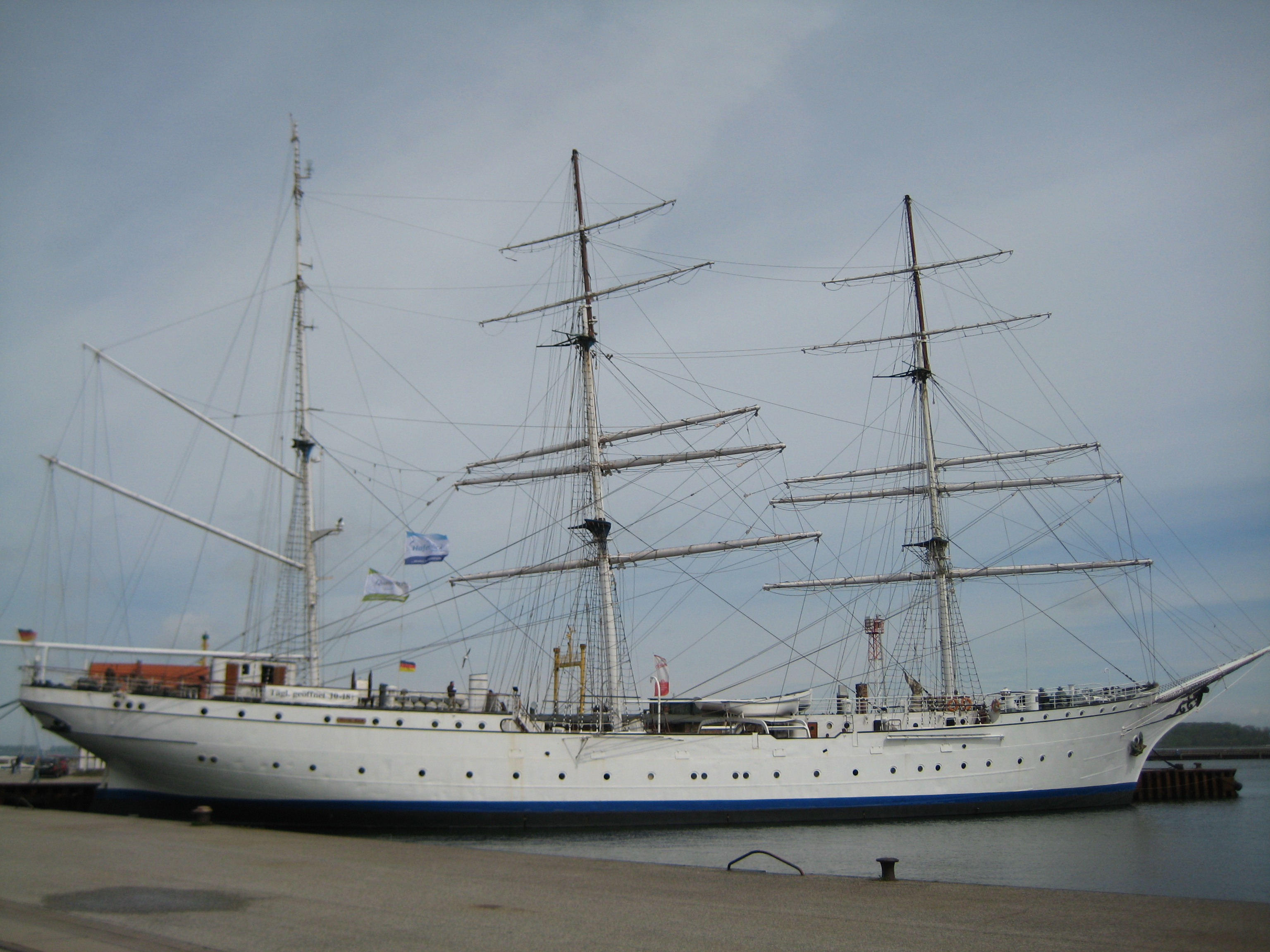
Museumsschiff „Gorch Fock“ in Stralsund

- Floß, inkl. Segelfloß, z. B. Jangada
- Gondel
- Hydrobike
- Kahn
- Kanu
  - Kajak
  - Kanadier
- Rettungsinsel
- Ruderboot
- Ruderschiff (Galeere) (historisch)
- Schlauchboot
- Segelboot
- Segelschiff, Segelyacht, Klipper
- Surfbrett mit oder ohne Segel
- Treidelschifffahrt (ziehen eines Wasserfahrzeuges von Land)

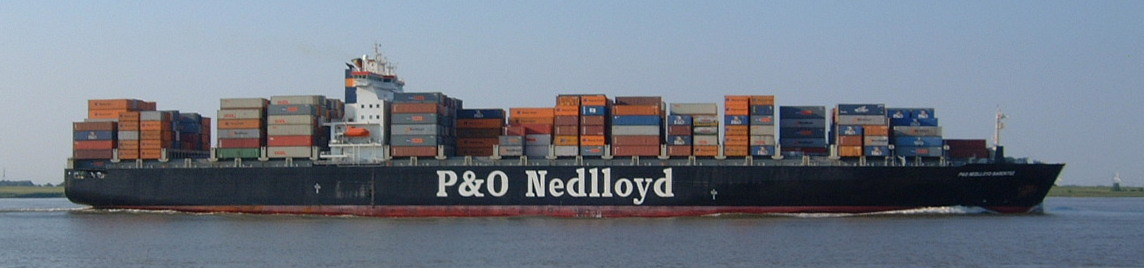
Containerschiff

- Tretboot
- nicht freifahrende Fähren
- Wattwagen (nicht schwimmend)

#### MotorisierteWasserfahrzeuge
- Motorschiff / Motorboot / Motoryacht mit
  - den Verwendungszwecken Fähre, Schlepper, Lotsenschiff, Arbeitsschiff, Frachtschiff, Passagierschiff, Fährschiff, Kriegsschiff (auch Flugzeugträger) usw.
  - den Antriebsarten Dampfschiff und mit

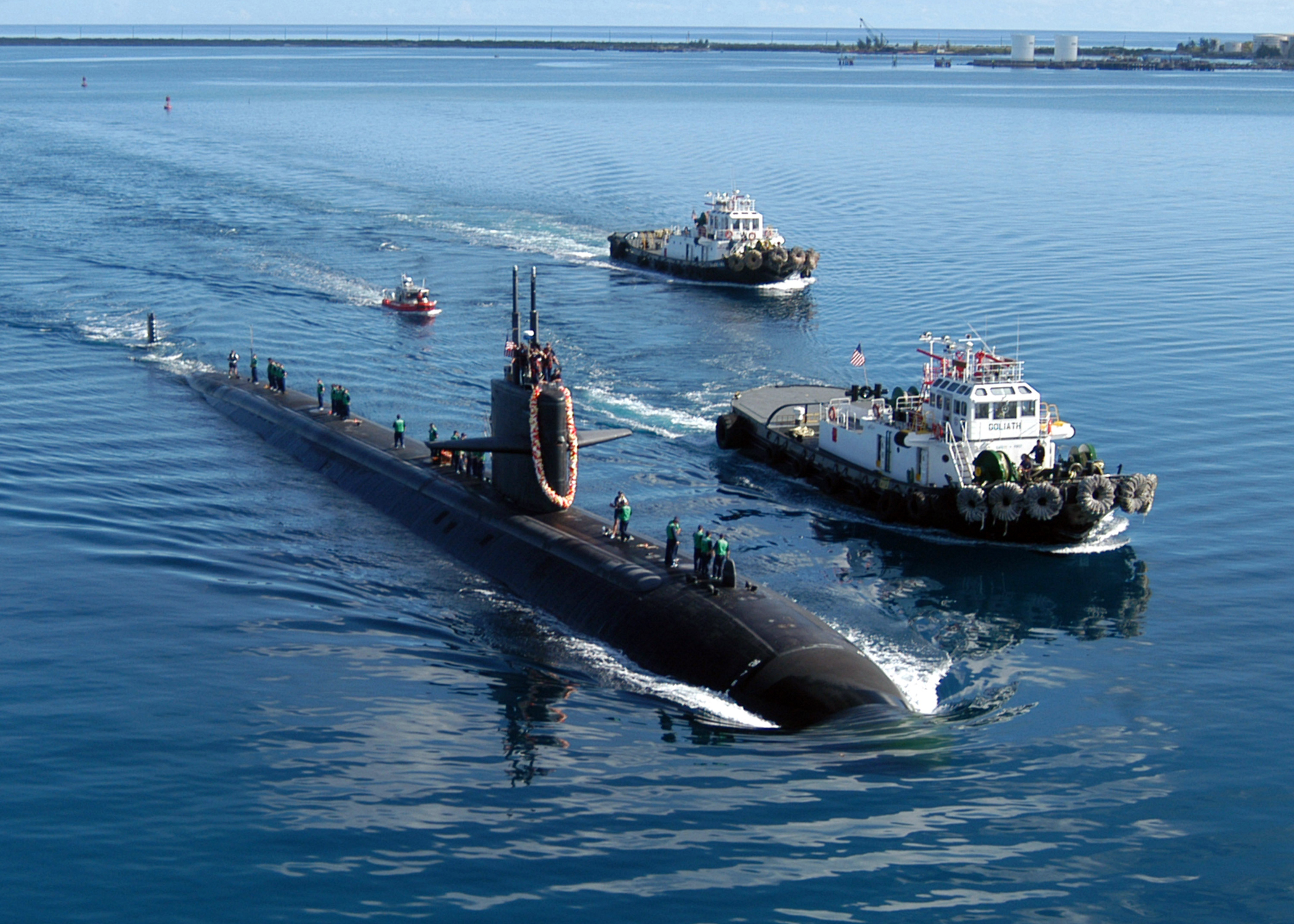
USS San Francisco (SSN-711)

  - der Art der Verdrängung
    - Tragflächenboot (Gleitfahrt)
    - Luftkissenboot (Schwebefahrt)
- Wassermotorrad

### Verkehr unter der Wasseroberfläche
- Unterseeboot inkl. Handels-U-Boot
- Tauchboot
- Taucherglocke
- Tauchscooter (Antrieb für Taucher)
- Eurostar (Zug im Unterwassertunnel unter dem Ärmelkanal)

## Verkehr im Weltraum (Raumfahrt)
- Rakete
- Raumschiff
  - Raumfähre

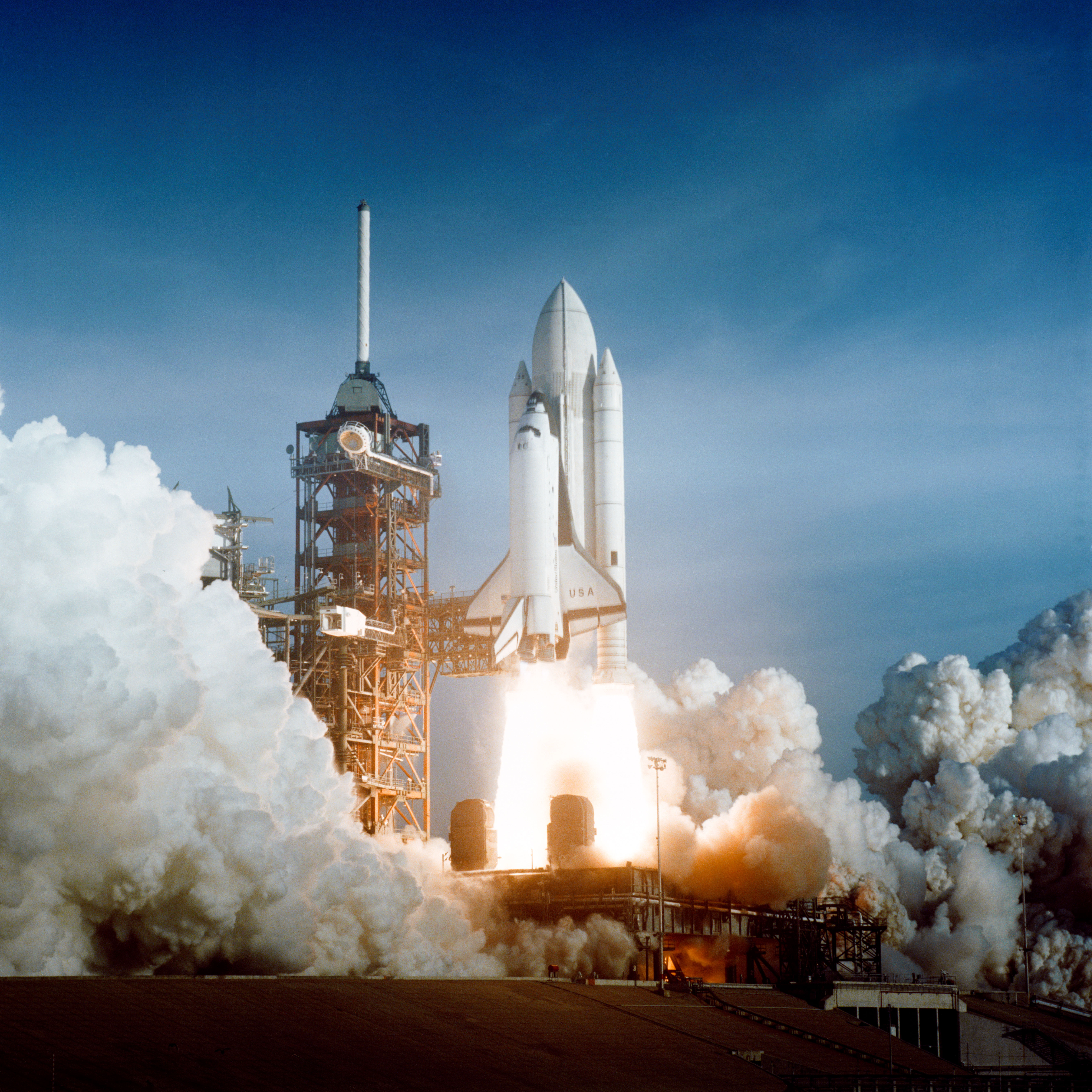
Space Shuttle „Columbia“

  - Versorgungsraumschiff (auch Raumtransporter genannt)
- Raumstation (z. B. ISS)
  - Raumlabor
- Raumsonde

## Kombinationen

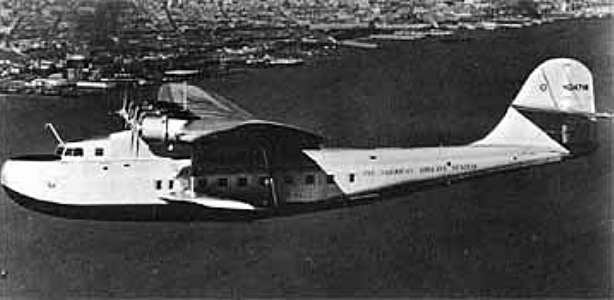
Martin model 130 China Clipper

### Luft/Wasser

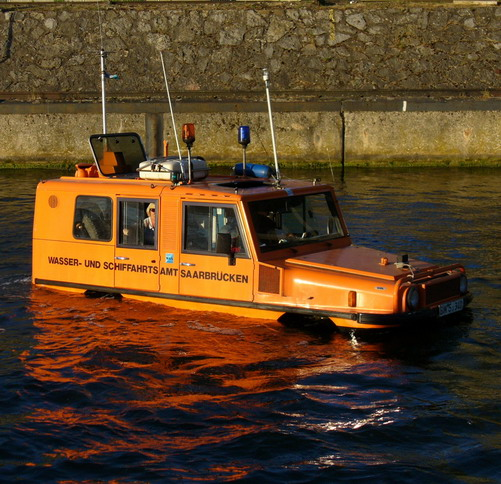
Amphibienfahrzeug Amphi-Ranger 2800SR des Wasser- und Schifffahrtsamtes Saarbrücken mit blauem und gelbem Rundumlicht (im Straßenverkehr) und blauem Funkellicht (im Schiffsverkehr)

- Flugboot
- Verkehrsflugschiff
- Wasserflugzeug
- Amphibienflugzeug
- Flyboard

### Wasser/Land
- Luftkissenfahrzeug
- Sumpfboot
- Hydrokopter
- Amphibienfahrzeug
- Landungsboot

### Wasser/Land/Luft
- Amphibienflugzeug

### Luft/Weltall
- Raumfähre
- Raumflugzeug
- Rettungskapsel

## Massenverkehrsmittel
- Eisenbahn
- S-Bahn
- U-Bahn
- Stadtbahn
- Straßenbahn
- Oberleitungsbus
- Omnibus
- Minibus
- Seilbahn

## FrachterundKombifahrzeuge
- Schiff
- Flugzeug
- Lastkraftwagen
- Fuhrwerke

## Abgrenzung
Nicht zu den Verkehrsmitteln gehören (in der Schweiz ist dabei zwischen fahrzeugähnlichen Geräten (fäG) und nicht-fahrzeugähnlichen Geräten gemäß Art. 50 VRV zu unterscheiden):
- Sportgeräte
  - Segelwagen
  - Strandsegler  (oder auch Landsegeln)
  - Eissegler
  - Kitebuggy
  - Alpinski
  - Skibob
  - Snowboard
  - Bob
  - Bullcart
  - Downhill-Fahrrad
  - Power Blades (motorbetriebene Inlineskates)
- Sport- und Kinderspielgeräte
  - Seifenkistenfahrzeug
  - Rollschuhe,  inkl. Inlineskates (gilt in der Schweiz als fäG)
  - Tretroller (gilt in der Schweiz als fäG)
- Kinderspielgeräte
  - Handwagen (Bollerwagen)
  - Karre
  - Spielfahrzeuge (Tretautos)
  - Bobby-Car
  - Kettcar
  - Seifenkiste
  - Kinderschlitten
- Vergnügungseinrichtungen:
  - Einrad (gilt in der Schweiz als fäG)
  - Achterbahnen

Strittig ist, ob Kinderwagen oder Schubkarren zu den Verkehrsmitteln gehören.

## Fiktionen und zukünftige Entwicklungen
- Hoverbike
- Hoverboard
- Hyperloop
- Weltraumlift

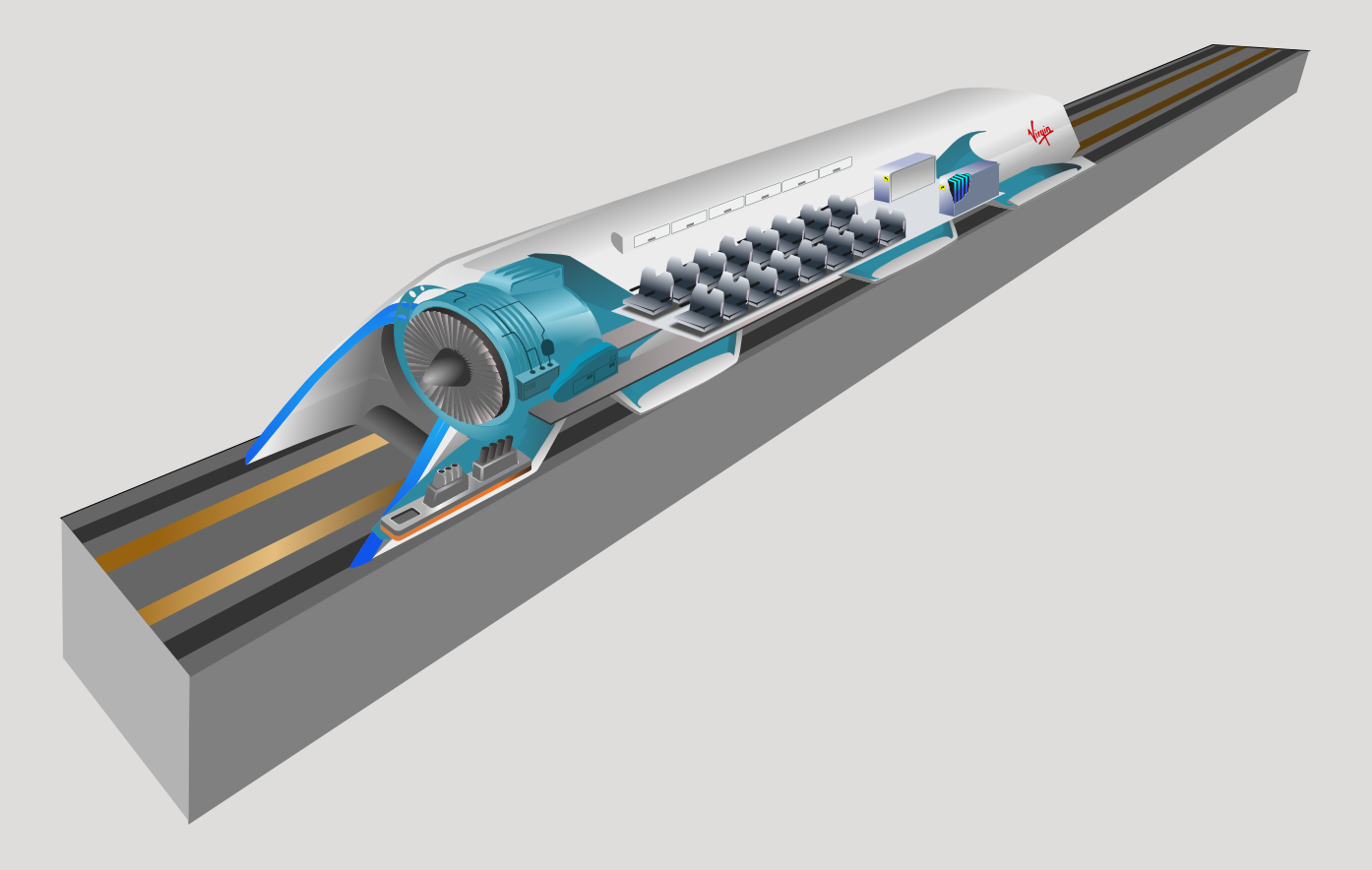
Schema des Hyperloops

- Teleportation (Materietransporter)
- UFO (unidentifiziertes Flugobjekt)
  - Fliegende Untertasse
- Wurmloch (Reise stark abkürzende "einen mitnehmende" Passage im Weltraum)